# Jacob van Utrecht
Jacob van Utrecht, né vers 1479 à Utrecht et mort après 1525, est un peintre flamand de la Renaissance qui fut actif à Anvers et à Utrecht. Il signait Jacobus Traiectensis.